# Wheeler Camp
Le Wheeler Camp est un district historique américain dans le comté de Flathead, au Montana. Situé sur les bords du lac McDonald, au sein du parc national de Glacier, il est centré autour de la Burton and Lulu Wheeler Cabin, une cabane en rondins construite dans le style rustique du National Park Service en 1941-1942 et inscrite au Registre national des lieux historiques dès le 27 novembre 1998. Le district lui-même a été créé le 24 octobre 2008 par élargissement du périmètre de ce premier bien à d'autres cabanes voisines et requalification en propriété contributrice d'un hangar à bateaux déjà dans le périmètre inscrit. 